# 線型連続体
数学の順序理論の分野において、線型連続体(せんけいれんぞくたい、linear continuum)とは実数直線を一般化したものである。ここでの「連続体」という語は連続体 (位相空間論)とは異なる。
正確には、線型連続体とは、上に有界な非空部分集合が上限をもつという意味で“ギャップ”を欠いており、稠密順序づけられた-つまり任意の二元の間に元が存在するような-空でない全順序集合S のことである。
さらに記号的にいうと

a) S は上限性質をもつ。
b) x < y であるような任意のSの元x,y に対して、x < z < y なるSの元zが存在する。
上限性質とは、いかなる空でない上に有界な部分集合は上限を持つということである。順序位相が与えられた順序集合が連結であるか否かを確かめるために使われる点で、線型連続体は特にトポロジーの分野で重要である。

## 例
- 通常の順序を入れた実数の集合Rは典型的な例である。性質b)は自明である。性質a)は実数の連続性の同値な命題の一つである。

実数の例の他にも
- 実数の集合と順序同型な集合たちである。例えば開区間や半開なギャップをもつ開区間である。(上で述べた意味での“ギャップ”は存在しないことに注意せよ。)
- アフィン拡大実数とそれと順序同型な集合たちである。例えばen:unit interval
- 実数の集合に、無限大のみ（または無限小のみ）を添加した集合、及びそれと順序同型な集合。例えば半開区間。
- 長い直線
- I × I  (×は直積を表し、I =[0,1]とする)は辞書式順序で線型連続体である。性質b)は自明。a)を確かめるには、π1 : I × I → I ::π1 (x, y) = xという写像を考える。この写像は射影写像として知られる。これは(I × I  上の積位相に関して)連続であり、全射である。

さて、A を I × I  の上に有界な空でない部分集合とするとき、π1(A ) を考える。A は上に有界であるからπ1(A ) もまた上に有界でなければならない。π1(A ) はI の部分集合であるから、π1(A ) は上限をもつ(つまり、上限性質をもつ)。b をπ1(A ) の上限としよう。
もし、b がπ1(A )に属するならば、π1の全射性より、少なくとも一つのc∈ I に対して、b × c はA に含まれるから(b × I )∩A は空ではない。そこで、b × I はI と同じ順序型をもつことに注意すれば、あるc'  ∈ Iが存在して、(b × I )∩A は、b ×  c'  という上限をもち、これがまさしくA  の上限である。
もし、b がπ1(A )に属さないならば、b × 0 はA の上限である。なぜならば、もしd < b なるd と、あるe∈ I に対して、d × e がA の上界であるならば、dはπ1(A ) の上界に属するb より小さい元になってしまい、b が上限であることに反する。

## 当てはまらない例
- 有理数の集合は線型連続体ではない。性質b)を満たしても、a)は満たさないからである。

{\displaystyle \quad A=\{x\in \mathbb {Q} \mid x<{\sqrt {2}}\}}
という部分集合を考えてみよ。これは、例えば3はA のどの元よりも大きいことから、A は上に有界である。しかし、有理数の上限を持たない。
- 通常の順序の非負整数の集合は線型連続体でない。性質a)は満足する。(A を非負整数の部分集合とすると、これは上に有界である。A は有限であるから最大元が存在する。その最大元が上限である。)その一方で、性質b)は満足しない。実際、5も6も非負整数である。しかし、5と6の間に非負整数は存在しないことから、稠密ではない。

- 通常の順序での0以外の実数の集合

{\displaystyle A=(-\infty ,0)\cup (0,\infty )}
は線型連続体でない。性質b)は自明に満たす。しかし、B を負の実数の集合
{\displaystyle B=(-\infty ,0)}
とすると、B はA の部分集合であり、上に有界である(例えば1はB の上界である)。しかし、B には上限が存在しない。ただし、0はA の元ではないことからB の上界でないことに注意せよ。
- {\displaystyle Z_{-}}を負の整数の集合、A を{\displaystyle A=(0,5)\cup (5,\infty )}として、S を

{\displaystyle S=Z_{-}\cup A}
としよう。そのとき、S はa)もb)も満たさない。その証明は上記と同様である。

## 位相的性質
線型連続体は順序集合論の研究において重要であるが、トポロジーの分野においての応用が存在する。実際、順序集合が線型連続体であるとき、かつそのときに限り、順序位相の入った順序集合が連結であることを証明しよう(“であるとき、かつそのときに限り”に注意せよ)。一つを暗に証明し、もう一つは練習としておこう。参考文献ではその証明が書かれている。
定理
X を順序位相の入った順序集合とする。そのとき、X が連結であればX は線型連続体である。
証明
x<yなるX の元x,yをとる。x<z<yなるX の元zが存在しないと仮定し、次の集合を考える。
{\displaystyle A=(-\infty ,y),B=(x,\infty )}
これらの集合は
- 交わらない(disjointである)。

(a∈Bであれば、x<aかつa<yは仮定より起こり得ないことから、a∈Aであればa<y である。)
- 非空である(xはAの元であり、yはBの元である)。
- (順序位相において)開集合である。
- その和集合はX である。

これはX が連結であることに反する。よって、X はb)を満たす。
次に上限性質を持つことを証明しよう。CをX の上に有界な部分集合で上限を持たないとし、DをbをCの上界として(b,+∞)の形のすべての半直線(open ray)の和であるとする。
そうすると、Dは
- (開集合の和集合であるから)開である
- 閉である
- 非空である

を満たす。このDとその補集合はX上の分離(separation(en))を形成する。これはXが連結であることに反する。よって、上限性質を満たす。

### 定理の適用
1. 順序集合{\displaystyle A=(-\infty ,0)\cup (0,\infty )}は線型連続体でないので、これは非連結である。
2. 上で証明した定理を適用すると、R が連結であるということが従う。そしてR のいかなる区間(や半直線)も、また連結である。
3. 整数の集合は線型連続体でないから連結ではありえない。
4. 順序位相において順序集合が線型連続体であったならば、それは必ず連結である。この集合のどの区間も線型連続体であることから、連結な集合からなる基をもつのでこの空間は局所連結であることが従う。
5. 位相空間の興味深い例としては、長い直線を見よ。